# Марьино (Татарстан)
Марьино — деревня в Апастовском районе Татарстана. Входит в состав Ишеевского сельского поселения.

## География
Находится в западной части Татарстана на расстоянии приблизительно 9 км на восток по прямой от районного центра посёлка Апастово.

## История
Основана в XVIII веке. В начале XX века ещё действовала Покровская церковь и церковно-приходская школа.

## Население
Постоянных жителей было в 1859 — 248, в 1897 — 341, в 1908 — 420, в 1920 — 331, в 1926 — 345, в 1938 — 296, в 1949 — 160, в 1958 — 184, в 1970 — 147, в 1979 — 86, в 1989 — 44. Постоянное население составляло 24 человека (русские 100 %) в 2002 году, 9 в 2010.